# Halmsted Herred
Halmsted Herred var et herred i Halland. Det var opdelt i 12 sogne. Herredet er opkaldt efter byen Halmstad.

## Sogne[1]
I Halmstads kommun
- Getinge
- Harplinge
- Holm
- Kvibille
- Rævinge
- Slættåkra
- Steninge
- Søndrum
- Vapnø
- Øvraby

I Hylte kommun
- Kinnared
- Torup